# کمیسیون فدرال تنظیم‌گری انرژی
کمیسیون فدرال تنظیم‌گری انرژی (Federal Energy Regulatory Commission (FERC))، سازمان فدرال ایالات متحده با صلاحیت در خصوص فروش برق بین ایالات، نرخ برق عمده، مجوزدهی برقابی، قیمت‌گذاری گاز طبیعی و نرخ خط لوله نفت است. FERC پروژه‌های گاز مایع طبیعی، برق‌آبی غیر فدرال و خطوط لوله گاز بین ایالات را بررسی می‌کند و بدان مجوز می‌دهد.
کمیسیون فدرال تنظیم‌گری انرژی از پنج کمیسیونر تشکیل شده‌است که توسط رئیس‌جمهور ایالات متحده نامزد شده و توسط سنای ایالات متحده تأیید شده‌است. ممکن است در هر زمان معین بیش از سه کمیسنر از یک حزب سیاسی در کمیسیون حضور نداشته باشند.